# Lee Gwang-yeon
Lee Gwang-yeon (이광연?; 11 settembre 1999) è un calciatore sudcoreano, portiere del Gangwon.

## Carriera
Con la Nazionale Under-20 sudcoreana ha preso parte al Campionato mondiale di calcio Under-20 2019.

## Palmarès
- Giochi asiatici: 1

2022